# Tapirus haysii
Tapirus haysii is een uitgestorven tapir uit het ondergeslacht Helicotapirus die tijdens het Pleistoceen in Noord-Amerika leefde.

## Fossiele vondsten
Fossielen van Tapirus haysii zijn gevonden in de Verenigde Staten en dateren uit het Pleistoceen (2,5 tot 0,013 miljoen jaar geleden), vallend binnen de North American Land Mammal Ages Laat-Blancan, Irvingtonian en Rancholabrean. De soort had een groot verspreidingsgebied met fossiele vondsten van Oregon en Californië aan de westkust tot Pennsylvania in het oosten en Florida in het zuiden. De ondersoort T. haysii californicus, ook wel als zelfstandige soort beschouwd, is bekend uit de teerputten van Rancho La Brea.
Tapirus haysii is vernoemd naar Dr. Isaac Hays, een oogarts met interesse voor paleontologie die de eigenaar was van het holotype uit Pamlico County in North Carolina.

## Kenmerken
Tapirus haysii was een relatief grote tapirsoort met het formaat van een Midden-Amerikaanse tapir en een geschat gewicht van 279 kilogram. Het was een knabbelaar, die zich voedde met bladeren van struiken en bomen.